# Renato de Grandis
Renato de Grandis (ur. 24 października 1927 w Wenecji, zm. 2 grudnia 2008) – włoski kompozytor.

## Życiorys
Kształcił się w Wenecji w zakresie teorii i kompozycji u Gian Francesca Malipiera i Bruno Maderny. W latach 1951–1953 był uczestnikiem kursów mistrzowskich Goffredo Petrassiego i Paula van Kempena w Accademia Chigiana w Sienie. W 1957 roku zdał w Rzymie egzamin państwowy z teorii muzyki i muzykologii, w tym samym roku założył w Wenecji Nuova Camerata Musicale. Był uczestnikiem Międzynarodowych Letnich Kursów Nowej Muzyki w Darmstadcie. Prowadził badania nad twórczością swojego dalekiego przodka, Vincenzo de Grandisa (1631–1708), opracował i wydał jego utwory. W 1960 roku otrzymał stypendium naukowe UNESCO.
W 1987 roku zainteresował się teozofią, dla której porzucił całkowicie twórczość muzyczną.

## Twórczość
Początkowo tworzył w stylu umiarkowanie modernistycznym, po 1956 roku pod wpływem Bruno Maderny zaczął stosować dodekafonię i serializm w duchu radykalnego języka dźwiękowego szkoły darmsztadzkiej, nie przyjmując jednak jej dogmatycznych założeń teoretycznych. Wypracował indywidualny, pluralistyczny styl, łączący w sobie nawiązania do muzyki dawnej z nowymi środkami takimi jak aleatoryzm. Stosował wyszukaną kolorystycznie warstwę instrumentalną, uzyskiwaną często przez specyficznie dobierane instrumentarium (np. harmonijka ustna, mandola, bogaty zestaw perkusji). Posługiwał się techniką polichóralną, zagęszczając wielogłową polifonię niekiedy do brzmień klasterowych. W utworach scenicznych, do których sam pisał libretta, nawiązywał do tradycji włoskiej muzyki ludowej.

## Wybrane kompozycje
(na podstawie materiałów źródłowych)

### Utwory orkiestrowe
- Canzone (1960)
- Scotter, Sud Est na 4 grupy orkiestrowe (1961)
- cykl symfoniczny Cadòre (1964)
- Tre canzoni da battello na małą orkiestrę (1967)
- La Rossiniana (1968)
- L’Arlecchiniana (1970)
- Japanische Jahreszeiten (1972)
- Stanzen von Tsüan (1973)
- Symfonia „Canto della terra” (1987)

### Utwory kameralne
- Studi na flet i fortepian (1960)
- Canti sulle pause na 7 wykonawców (1961)
- Virelai na 8 wykonawców (1962)
- Toccata a doppio coro figurato na 2 fortepiany (1964)
- Due toccate con capriccio sopra la caccia na fortepian (1968)
- Serenata seconda na wiolonczelę solo (1970)

### Utwory wokalne
- Missa solemnis na 36-głosowy chór a cappella (1969)
- Invocazione della terra na podwójny chór mieszany (1974)

### Utwory sceniczne
- farsa Gloria al re (wyst. Kilonia 1967)
- opera kameralna Il cieco di Hyuga (wyst. Bonn 1969)
- moralitet sceniczny Eduard und Kunegunde (wyst. Wiesbaden 1970)
- opera La veridica fine di don Giovanni (wyst. Bonn 1973)
- kantata sceniczna Viandante notturno na głos męski, podwójny chór, flet, kontrabas, fortepian, perkusję i tancerkę (1974)
- opera komiczna Die Schule der Kahlen (wyst. Karlsruhe 1976)